# Kees Mijnders
Kees Mijnders (ur. 28 września 1912, zm. 1 kwietnia 2002) – holenderski piłkarz, reprezentant kraju. 

## Kariera klubowa
Całą swoją piłkarską karierę Mijnders związał z FC Dordrecht. Do drużyny dołączył w 1927, kiedy miał zaledwie 15 lat. Przez kolejne ćwierć wieku występował tylko w tej drużynie. Największym sukcesem było zdobycie Pucharu Holandii w sezonie 1931/32. W Dordrechcie występował do 1952, po czym zakończył karierę piłkarską. 

## Kariera reprezentacyjna
Mijnders po raz pierwszy w reprezentacji zagrał 11 marca 1934 w meczu przeciwko Belgii, wygranym 9:3. W tym samym roku został powołany na Mistrzostwa Świata. Podczas włoskiego nie zagrał ani minuty, a Holandia odpadła w pierwszej rundzie po porażce ze Szwajcarią 2:3.
Ostatni mecz w drużynie narodowej rozegrał 4 lata później. Było to spotkanie, które odbyło się 3 kwietnia 1938, a przeciwnik Holandii była Belgia. Mecz zakończył się remisem 1:1. Łącznie w latach 1934–1938 Mijnders zagrał w 7 spotkaniach reprezentacji Holandii.  
| Mecze i gole w reprezentacji | Mecze i gole w reprezentacji | Mecze i gole w reprezentacji | Mecze i gole w reprezentacji | Mecze i gole w reprezentacji | Mecze i gole w reprezentacji | Mecze i gole w reprezentacji |
| #                            | Data                         | Miasto                       | Przeciwnik                   | Gol                          | Wynik                        | Rozgrywki                    |
| ---------------------------- | ---------------------------- | ---------------------------- | ---------------------------- | ---------------------------- | ---------------------------- | ---------------------------- |
| 1.                           | 11.03.1934                   | Amsterdam                    | Belgia                       |                              | 9:3                          | towarzyski                   |
| 2.                           | 08.04.1934                   | Amsterdam                    | Irlandia                     |                              | 5:2                          | El. MŚ 1934                  |
| 3.                           | 29.04.1934                   | Deurne                       | Belgia                       |                              | 4:2                          | El. MŚ 1934                  |
| 4.                           | 18.05.1935                   | Amsterdam                    | Anglia                       |                              | 0:1                          | towarzyski                   |
| 5.                           | 03.11.1935                   | Amsterdam                    | Dania                        |                              | 3:0                          | towarzyski                   |
| 6.                           | 27.02.1938                   | Rotterdam                    | Belgia                       |                              | 7:2                          | towarzyski                   |
| 7.                           | 03.04.1938                   | Deurne                       | Belgia                       |                              | 1:1                          | El. MŚ 1938                  |

## Sukcesy
FC Dordrecht
- Puchar Holandii (1): 1931/32